# Guinevere Turner
Guinevere Turner (* 23. května 1968) je americká herečka a scenáristka. Byla nejstarší ze šesti sourozenců (měla dvě sestry a tři bratry). Spolu s režisérkou Mary Harronovou je autorkou scénáře k jejímu filmu Americké psycho, který je adaptací stejnojmenné knihy. Turner se ve filmu rovněž představila v cameo roli. Později napsala scénáře k několika dalším filmům, ale její herecká kariéra převažovala. S Harronovou spolupracovala znovu na snímku Ta známá Bettie Page. V roce 2016 začala s Harronovou pracovat na adaptaci knihy Rodina od Eda Sanderse. Je lesba.